# Otmar Hesse
Otmar Hesse (* 19. Januar 1940 in Burg) ist ein deutscher evangelischer Theologe und SPD-Lokalpolitiker.

## Leben
Sein Abitur legte der Sohn des Lehrers Otto Hesse und der Lieselotte Krakow 1960 in Braunschweig ab. Von 1960 bis 1966 studierte er Evangelische Theologie und Orientalistik an der Eberhard-Karls-Universität Tübingen und an der Georg-August-Universität Göttingen, wo er von 1963 bis 1965 wissenschaftlicher Mitarbeiter bei Joachim Jeremias war. 1966/67 absolvierte er sein Vikariat in der Martinsgemeinde in Göttingen-Geismar, anschließend war er Pfarrer in Bischhausen und Weißenborn. 
1971 wurde Hesse Landesjugendpfarrer der Evangelisch-lutherischen Landeskirche in Braunschweig. 1973 promovierte er in Göttingen über Markos Eremites und Symeon von Mesopotamien: Untersuchungen und Vergleich ihrer Lehren zur Taufe und Askese. 1976 kam er schließlich als Direktor der Ev. Landjugendakademie Altenkirchen in den Westerwald. 1987 wurde er zum Propst in Goslar gewählt und übte dieses Amt von März 1988 bis zu seiner Emeritierung im März 2000 aus. Von 1996 bis 2000 war er ehrenamtlicher Oberbürgermeister und von 2000 bis 2006 hauptamtlicher Oberbürgermeister der Stadt Goslar.